# Зембах
Зембах (нем. Sembach) — община в Германии, в земле Рейнланд-Пфальц. 
Входит в состав района Кайзерслаутерн. Подчиняется управлению Энкенбах-Альзенборн.  Население составляет 1143 человека (на 31 декабря 2010 года). Занимает площадь 5,49 км².